# Serpaize
Serpaize est une commune française située dans le département de l'Isère, en région Auvergne-Rhône-Alpes.
Autrefois située dans la province royale du Dauphiné, la commune est adhérente à la communauté de Vienne Condrieu Agglomération et ses habitants sont appelés les Serpézans.

## Géographie

### Situation et description
Serpaize est située dans l'aire urbaine de Vienne et dans son unité urbaine, à 5 km au nord-est de Vienne, à peu près à mi-chemin entre Villette-de-Vienne (au nord) et Pont-Évêque (au sud).
La zone habitée est à une altitude approximative de 300 m.

### Communes limitrophes
Le territoire de Serpaize est bordé par six autres communes.
| Chuzelles | Villette-de-Vienne | Luzinay |
| Vienne    | Serpaize           | Septème |
|           | Pont-Évêque        |         |

### Climat
Pour des articles plus généraux, voir Climat d'Auvergne-Rhône-Alpes et Climat de l'Isère.
En 2010, le climat de la commune est de type climat océanique altéré, selon une étude du Centre national de la recherche scientifique s'appuyant sur une série de données couvrant la période 1971-2000. En 2020, Météo-France publie une typologie des climats de la France métropolitaine dans laquelle la commune est dans une zone de transition entre le climat semi-continental et le climat de montagne et est dans une zone de transition entre les régions climatiques « Bourgogne, vallée de la Saône » et « Moyenne vallée du Rhône ». 
Pour la période 1971-2000, la température annuelle moyenne est de 11,6 °C, avec une amplitude thermique annuelle de 17,7 °C. Le cumul annuel moyen de précipitations est de 872 mm, avec 8,8 jours de précipitations en janvier et 6,3 jours en juillet. Pour la période 1991-2020, la température moyenne annuelle observée sur la station météorologique de Météo-France la plus proche, « Luzinay », sur la commune de Luzinay à 4 km à vol d'oiseau, est de 12,7 °C et le cumul annuel moyen de précipitations est de 928,1 mm,. Pour l'avenir, les paramètres climatiques de la commune estimés pour 2050 selon différents scénarios d'émission de gaz à effet de serre sont consultables sur un site dédié publié par Météo-France en novembre 2022.
| Mois                                  | jan.          | fév.           | mars           | avril         | mai           | juin         | jui.          | août           | sep.          | oct.          | nov.            | déc.          | année     |
| ------------------------------------- | ------------- | -------------- | -------------- | ------------- | ------------- | ------------ | ------------- | -------------- | ------------- | ------------- | --------------- | ------------- | --------- |
| Température minimale moyenne (°C)     | 1             | 1,1            | 3,9            | 7             | 10,8          | 14,4         | 16,1          | 15,7           | 12,4          | 9,4           | 4,7             | 1,6           | 8,2       |
| Température moyenne (°C)              | 3,7           | 4,8            | 8,6            | 12,2          | 16,1          | 20,2         | 22,1          | 21,6           | 17,7          | 13,3          | 7,7             | 4,3           | 12,7      |
| Température maximale moyenne (°C)     | 6,5           | 8,4            | 13,3           | 17,4          | 21,3          | 25,9         | 28            | 27,5           | 22,9          | 17,3          | 10,7            | 7             | 17,2      |
| Record de froid (°C) date du record   | −10 13.01.03  | −12,9 05.02.12 | −10,5 01.03.05 | −3,4 08.04.03 | 1,5 07.05.19  | 5,5 07.06.06 | 7,5 13.07.00  | 7,9 30.08.1998 | 4,2 27.09.20  | −3,5 26.10.03 | −7,8 23.11.1998 | −14 30.12.05  | −14 2005  |
| Record de chaleur (°C) date du record | 18,5 10.01.15 | 21 23.02.20    | 24,8 30.03.17  | 29,2 21.04.18 | 33,1 24.05.09 | 39 22.06.03  | 39,6 24.07.19 | 40,3 13.08.03  | 33,8 14.09.20 | 27,7 04.10.10 | 21,5 07.11.15   | 17,2 05.12.06 | 40,3 2003 |
| Précipitations (mm)                   | 64,5          | 52,4           | 55,2           | 75,2          | 92,5          | 78,5         | 72,7          | 67,8           | 91,3          | 110,2         | 101,9           | 65,9          | 928,1     |

### Voies de communication

#### Voies routières
Situé à l'écart des grands axes de circulation, la partie méridionale de la commune est cependant longée par la RD75 qui relie Vienne à La Verpillière et à Chavanoz.

#### Transports en commun
Les gares ferroviaires les plus proches sont la gare de Vienne et la gare d'Estressin, situées à moins de cinq kilomètres et toutes les deux desservies par des trains TER Auvergne-Rhône-Alpes. Entre la fin du XIXe siècle et le début du XXe siècle la ville fut reliée à Vienne par une ligne du CEN Réseau Isère.

## Urbanisme

### Typologie
Au 1er janvier 2024, Serpaize est catégorisée bourg rural, selon la nouvelle grille communale de densité à sept niveaux définie par l'Insee en 2022.
Elle appartient à l'unité urbaine de Vienne, une agglomération inter-départementale regroupant 25  communes, dont elle est une commune de la banlieue,,. Par ailleurs la commune fait partie de l'aire d'attraction de Lyon, dont elle est une commune de la couronne,. Cette aire, qui regroupe 397 communes, est catégorisée dans les aires de 700 000 habitants ou plus (hors Paris),.

### Occupation des sols
L'occupation des sols de la commune, telle qu'elle ressort de la base de données européenne d’occupation biophysique des sols Corine Land Cover (CLC), est marquée par l'importance des territoires agricoles (75,3 % en 2018), en diminution par rapport à 1990 (76,7 %). La répartition détaillée en 2018 est la suivante : 
terres arables (35,2 %), zones agricoles hétérogènes (20,2 %), prairies (19,9 %), forêts (18,6 %), zones urbanisées (5,6 %), zones industrielles ou commerciales et réseaux de communication (0,4 %). L'évolution de l’occupation des sols de la commune et de ses infrastructures peut être observée sur les différentes représentations cartographiques du territoire : la carte de Cassini (XVIIIe siècle), la carte d'état-major (1820-1866) et les cartes ou photos aériennes de l'IGN pour la période actuelle (1950 à aujourd'hui).

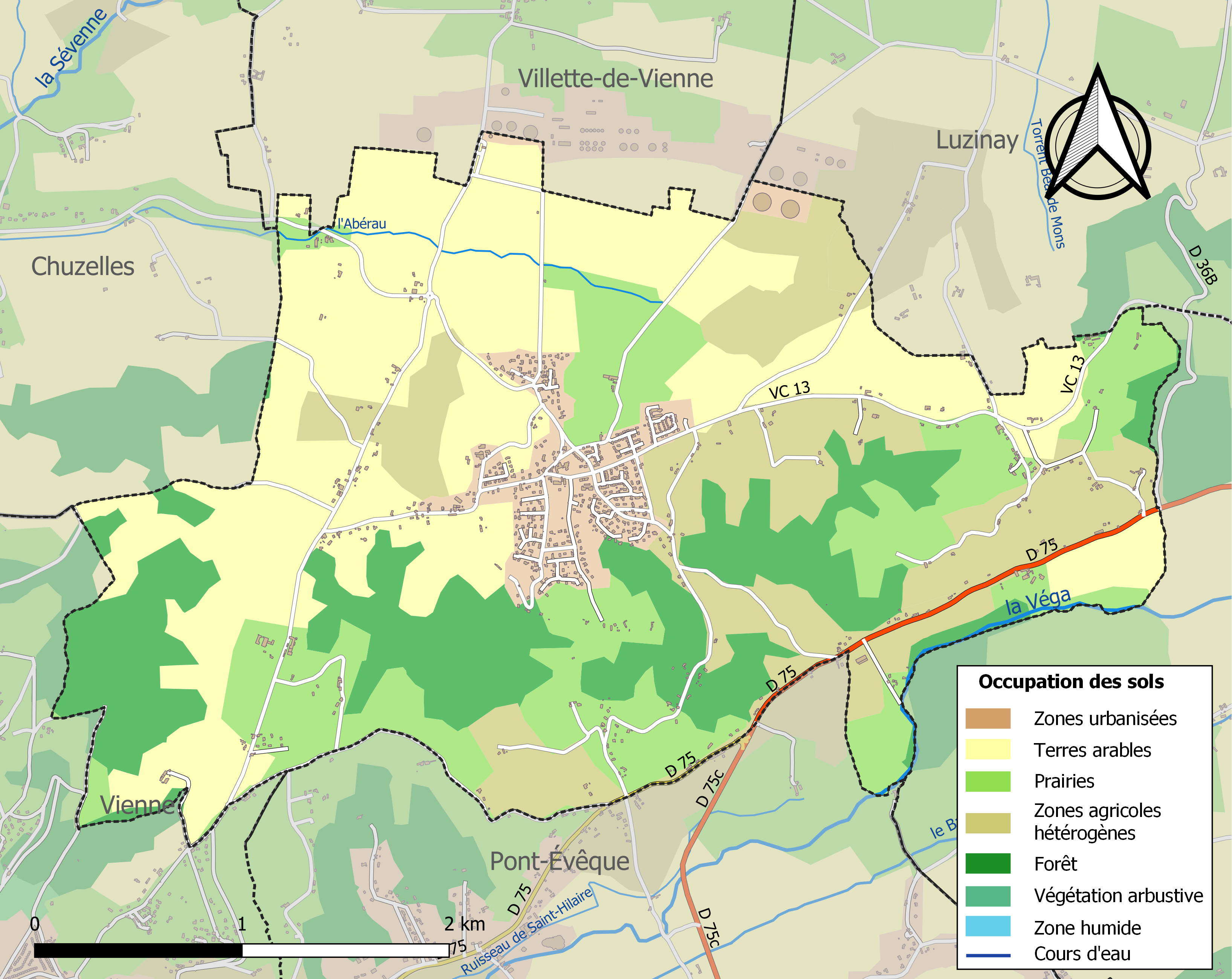
Carte des infrastructures et de l'occupation des sols de la commune en 2018 (CLC).

### Risques naturels et technologiques

#### Risques sismiques
L'ensemble du territoire de la commune de Serpaize est situé en zone de sismicité n°3 (sur une échelle de 1 à 5), comme la plupart des communes de son secteur géographique.
| Type de zone | Niveau            | Définitions (bâtiment à risque normal) |
| ------------ | ----------------- | -------------------------------------- |
| Zone 3       | Sismicité modérée | accélération = 1,1 m/s2                |

## Histoire
Serpaize est l'une des communes les plus récentes de France car elle a été créée le 13 août 1926.

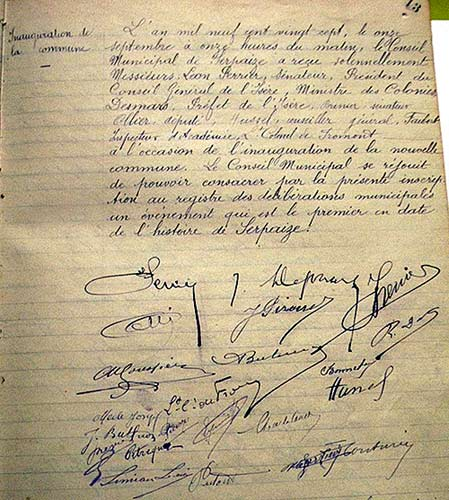
Mention sur le registre des délibérations du conseil municipal, 11 septembre 1927.

- 994 : Première mention du lieu nommé Serpaize.
- 1355 : Rattachement de Serpaize au Dauphiné et à la France.
- 1458 : La paroisse de Serpaize ne comptait que 12 chefs de famille.
- 1668 : Rédaction d'un "parcellaire" (imposition d'un cadastre de terres).
- 1701 : Importante poussée démographique (41 chefs de famille en plus depuis 1690).
- 1753 : Rédaction d'un « courcier » mettant à jour le « parcellaire ».
- 1830 : Première manifestation d'indépendance des « séparatistes » serpaizans.
- 1854 : Refus du conseil municipal de Septème d'ériger Serpaize en commune.
- 1869 : Napoléon III décrète la nomination d'un délégué de Serpaize au conseil municipal de Septème.
- 1875 : Chuzelles est érigée en commune. Sa population est de 616 habitants ; nouvel espoir pour les « séparatistes ».
- 1883 : Transformation de l'école congréganiste installée au hameau de Serpaize en école ordinaire.
- 1896 : Les actes d'état civil de Serpaize sont déposés dans un bâtiment communal de Serpaize sous la responsabilité d'un conseiller municipal de cette section.
- 1913 : Le principe de l'érection de Serpaize en commune est admis malgré l'opposition de Villette (mais il faudra 13 ans pour aboutir).
- 1920 : François Couturier prend la tête des « séparatistes » serpaizans.
- 1924 : Joanny Colin vient le rejoindre. Une souscription est lancée pour couvrir les frais de la création de la commune.
- 1925 : Approbation unanime du conseil général de l'Isère sous l'impulsion de Lucien Hussel.
- 1926 : Adoption du projet par la Chambre. Publication au Journal Officiel du 13 août ; la commune de Serpaize est née.
- 1927 : 
  - 14 avril : Élection du premier conseil municipal.
  - 30 avril : Élection du premier maire, François Couturier et de son adjoint, François Bonnet.
  - 11 septembre : Inauguration officielle de la commune, avec « la présence d'un grand nombre de personnalités » en particulier Léon Perrier, sénateur, président du conseil général de l'Isère, ministre des Colonies.
- 21 avril 2007 : Inauguration de la place du 19-Mars-1962, sous la présidence du maire, Max Kechichian, accompagné d'une trentaine de drapeaux. Célébrant le cessez-le-feu en Algérie, cet événement local fut suivi par toutes les fédérations d'anciens combattants et se conclut par une réception dans le « Foyer Serpaizan ».

## Politique et administration

### Liste des maires
| Période      | Période              | Identité           | Étiquette | Qualité                             |
| ------------ | -------------------- | ------------------ | --------- | ----------------------------------- |
| janvier 1927 | janvier 1927         | François Bonnet    |           | Président de la délégation spéciale |
| janvier 1927 | mai 1929             | François Couturier |           | Premier maire de la commune         |
| mai 1929     | juillet 1937 (décès) | Louis Simian       | URD       |                                     |
| août 1937    | mai 1953             | Maurice Verzier    |           |                                     |
| mai 1953     | mars 1971            | Paul Couturier     |           |                                     |
| mars 1971    | 1988                 | Albert Verzier     |           |                                     |
| 1988         | mars 2001            | Ernest Gigante     |           |                                     |
| mars 2001    | En cours             | Max Kechichian     | SE        | Retraité                            |

## Population et société

### Démographie
L'évolution du nombre d'habitants est connue à travers les recensements de la population effectués dans la commune depuis 1931. Pour les communes de moins de 10 000 habitants, une enquête de recensement portant sur toute la population est réalisée tous les cinq ans, les populations de référence des années intermédiaires étant quant à elles estimées par interpolation ou extrapolation. Pour la commune, le premier recensement exhaustif entrant dans le cadre du nouveau dispositif a été réalisé en 2006.

En 2022, la commune comptait 2 100 habitants, en évolution de +9,15 % par rapport à 2016 (Isère : +3,07 %, France hors Mayotte : +2,11 %).
| 1931 | 1936 | 1946 | 1954 | 1962 | 1968 | 1975 | 1982 | 1990  |
| ---- | ---- | ---- | ---- | ---- | ---- | ---- | ---- | ----- |
| 413  | 386  | 362  | 418  | 443  | 393  | 479  | 950  | 1 159 |

| 1999  | 2006  | 2011  | 2016  | 2021  | 2022  | - | - | - |
| ----- | ----- | ----- | ----- | ----- | ----- | - | - | - |
| 1 240 | 1 313 | 1 559 | 1 924 | 2 108 | 2 100 | - | - | - |

### Enseignement
La commune est rattachée à l'académie de Grenoble.

### Activités et équipements associatifs, culturels et sportifs
Le Foyer Serpaizan : salle des fêtes du village, qui présente la particularité très rare[réf. nécessaire] de ne pas être propriété de la commune et de ne pas être gérée par l'équipe municipale. Il fut construit par les associations locales avec leurs fonds propres.
- ASESC : association, regroupant l’ensemble des associations de Serpaize, qui assure la gestion de la salle des fêtes lui appartenant.
- Stade, avec terrain et courts de tennis. L' «Ensemble Sportif et de Loisirs », programmé depuis 1983, mis en œuvre en 1986, fut inauguré le 27 août 1988 par Albert Verzier, maire et instigateur du projet.
- L'équipe municipale a fait faire une aire de jeux de plein air pour les enfants/ados de 3 à 15 ans composée de modules multi activités pour les petits, d’une structure en cordage (pyramide), d’un skate park avec rampes, barres et plateau pour les plus grands. Un babyfoot, une table de ping-pong en dur, des bancs et tables de jardin complètent cette aire de plein air.

Quelques photos du foyer et des équipments de la commune
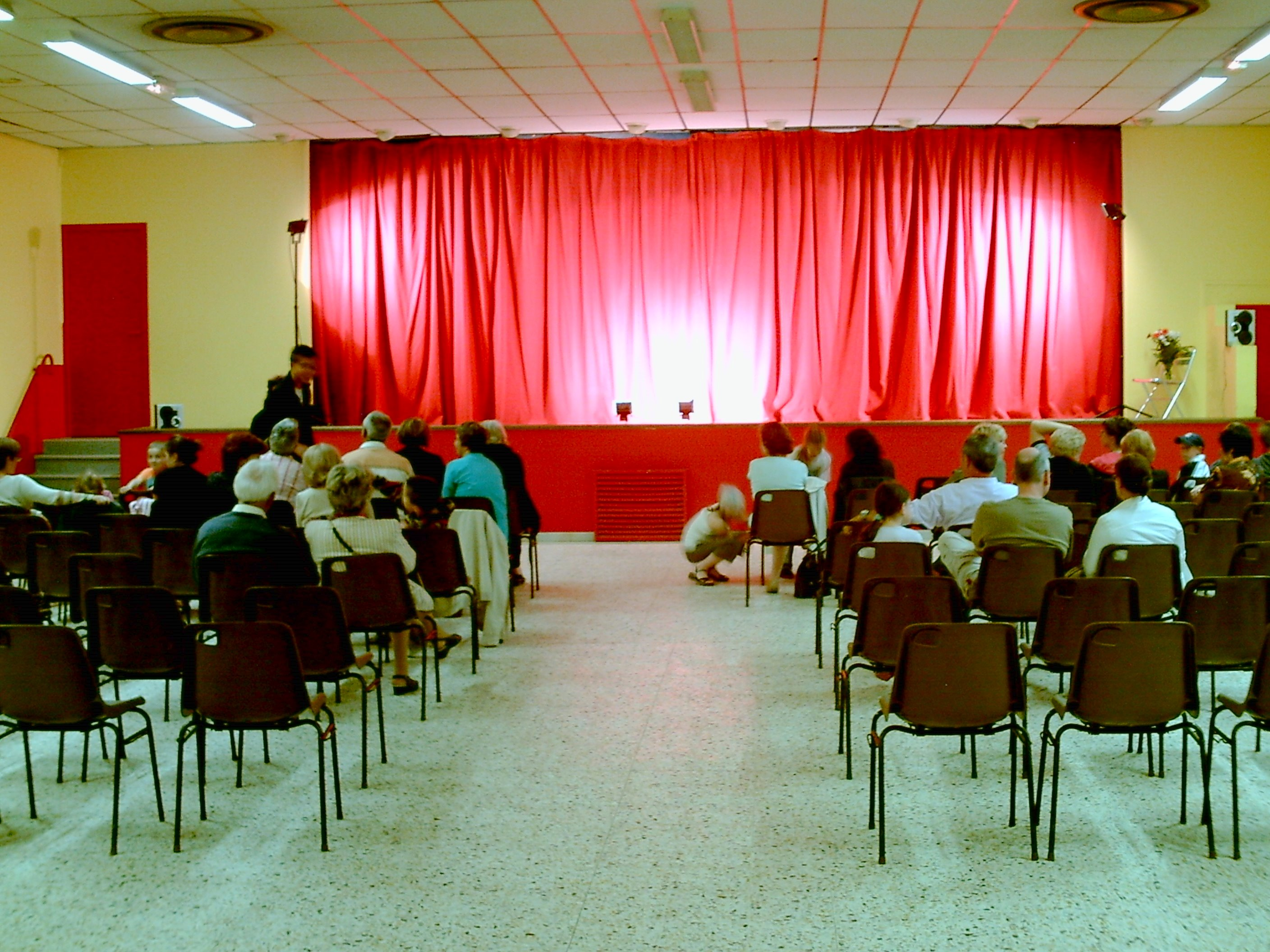
Salle de spectacle avec estrade.
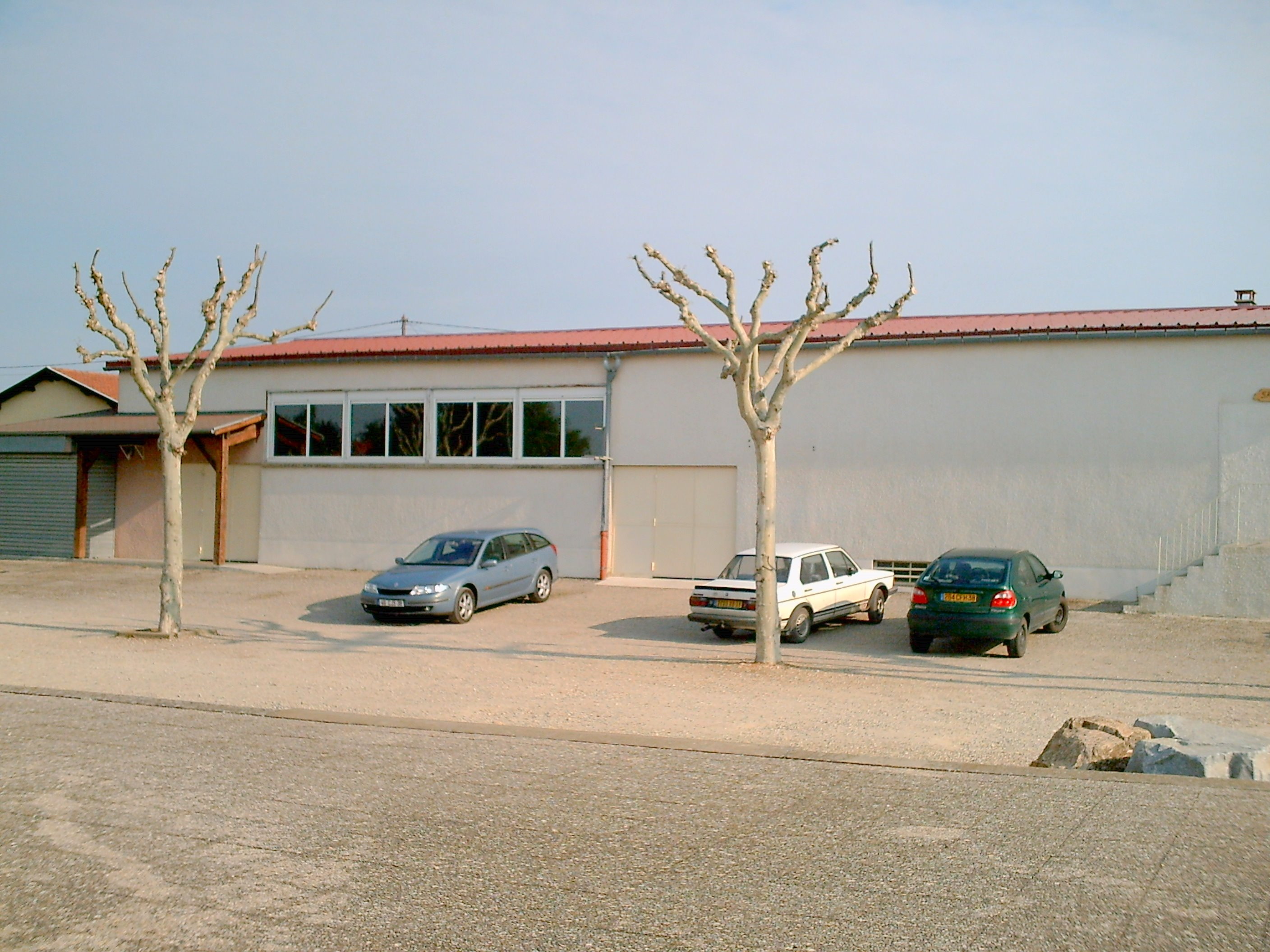
Le Foyer serpaizan.
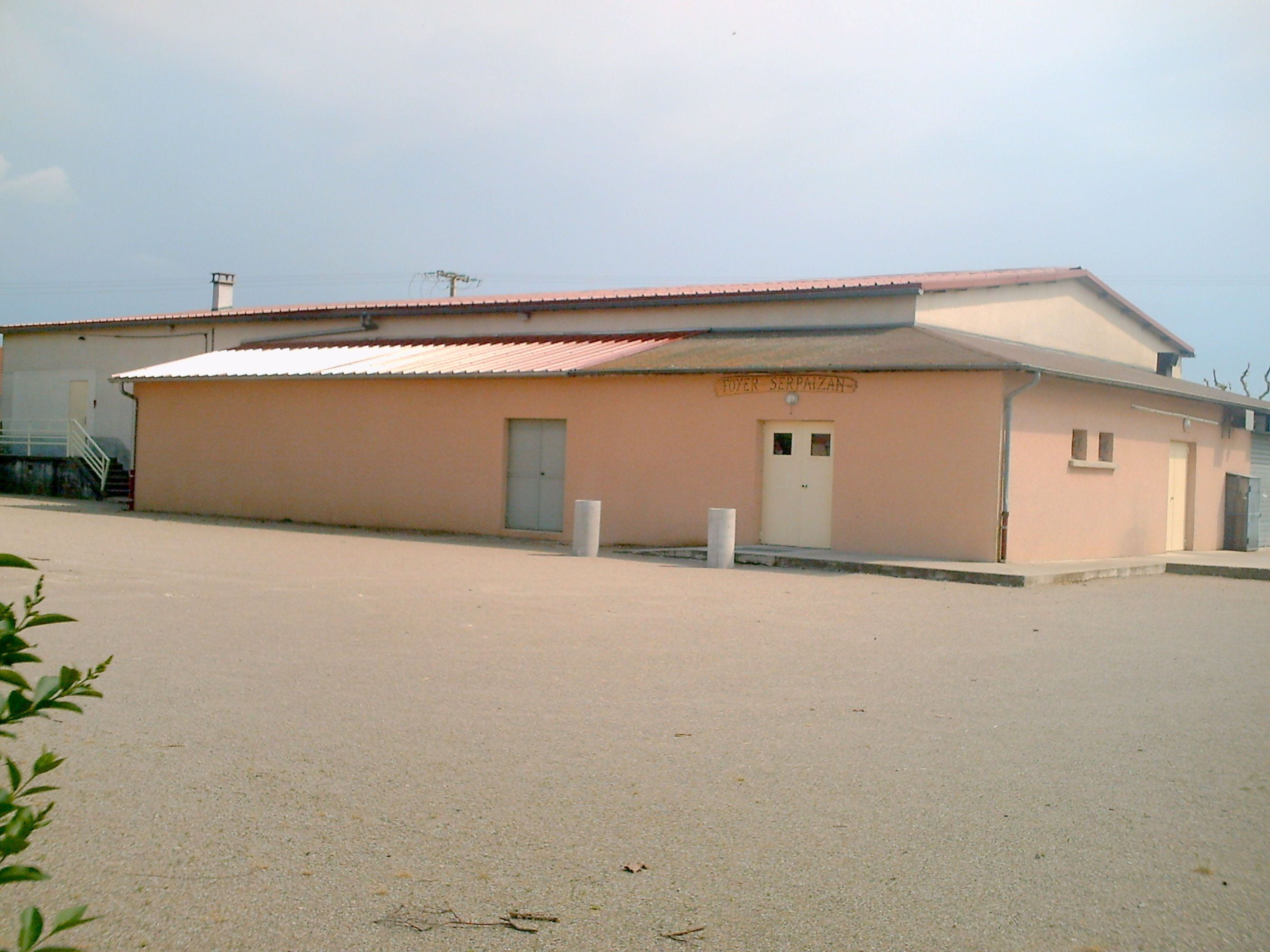
Le Foyer serpaizan.
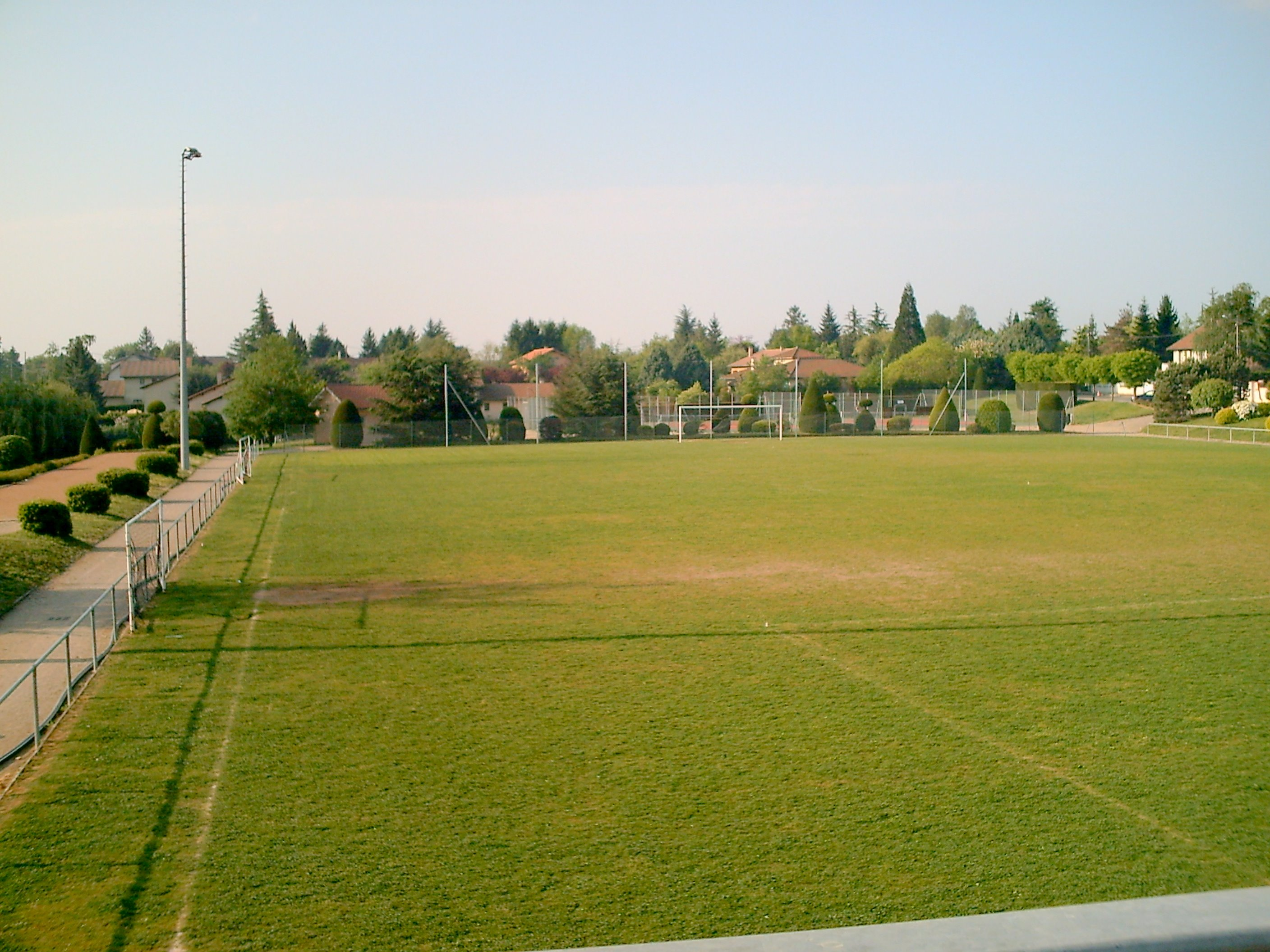
Terrain de football
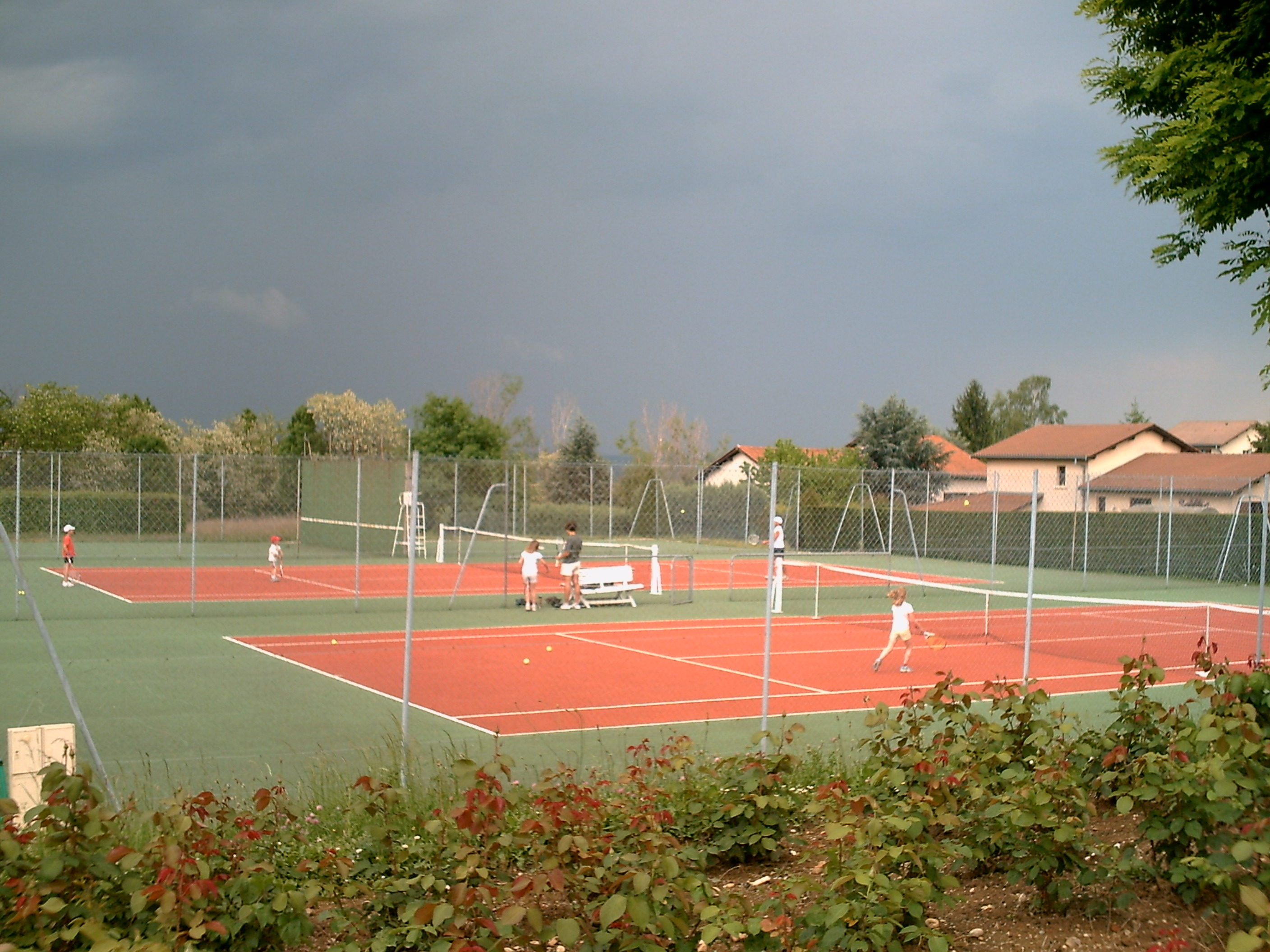
Stade de tennis
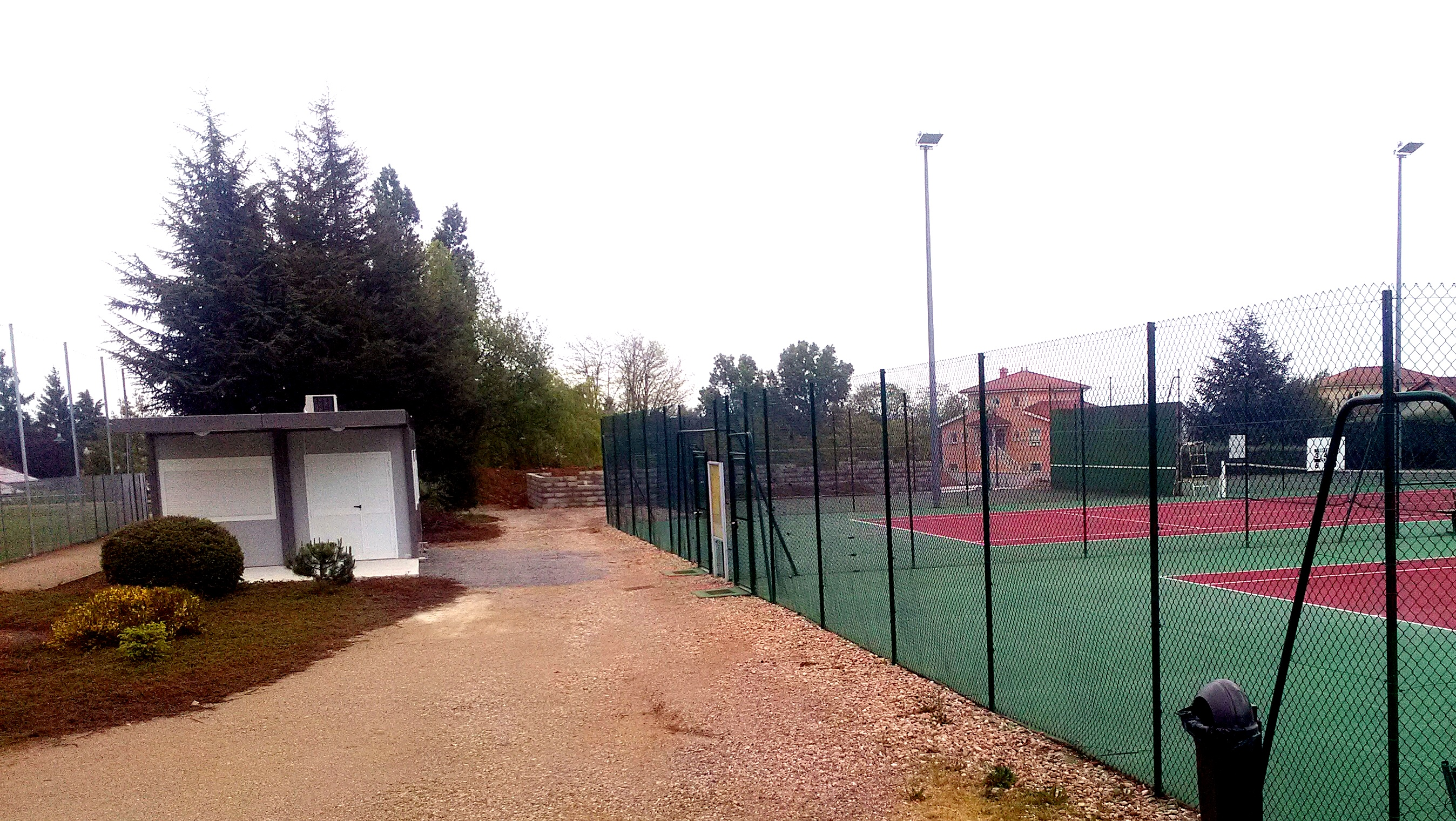
Stade de tennis
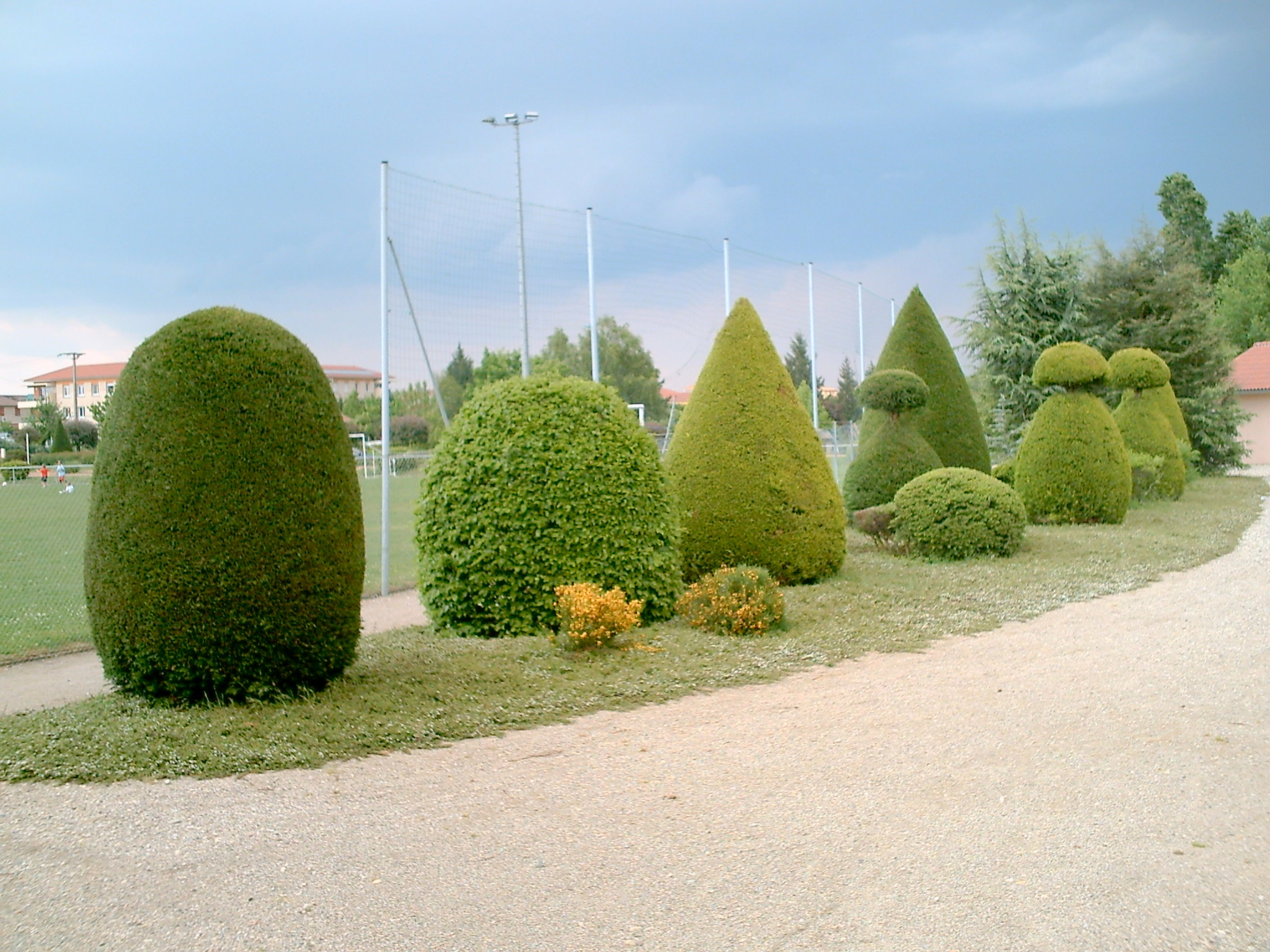
Espaces verts communaux
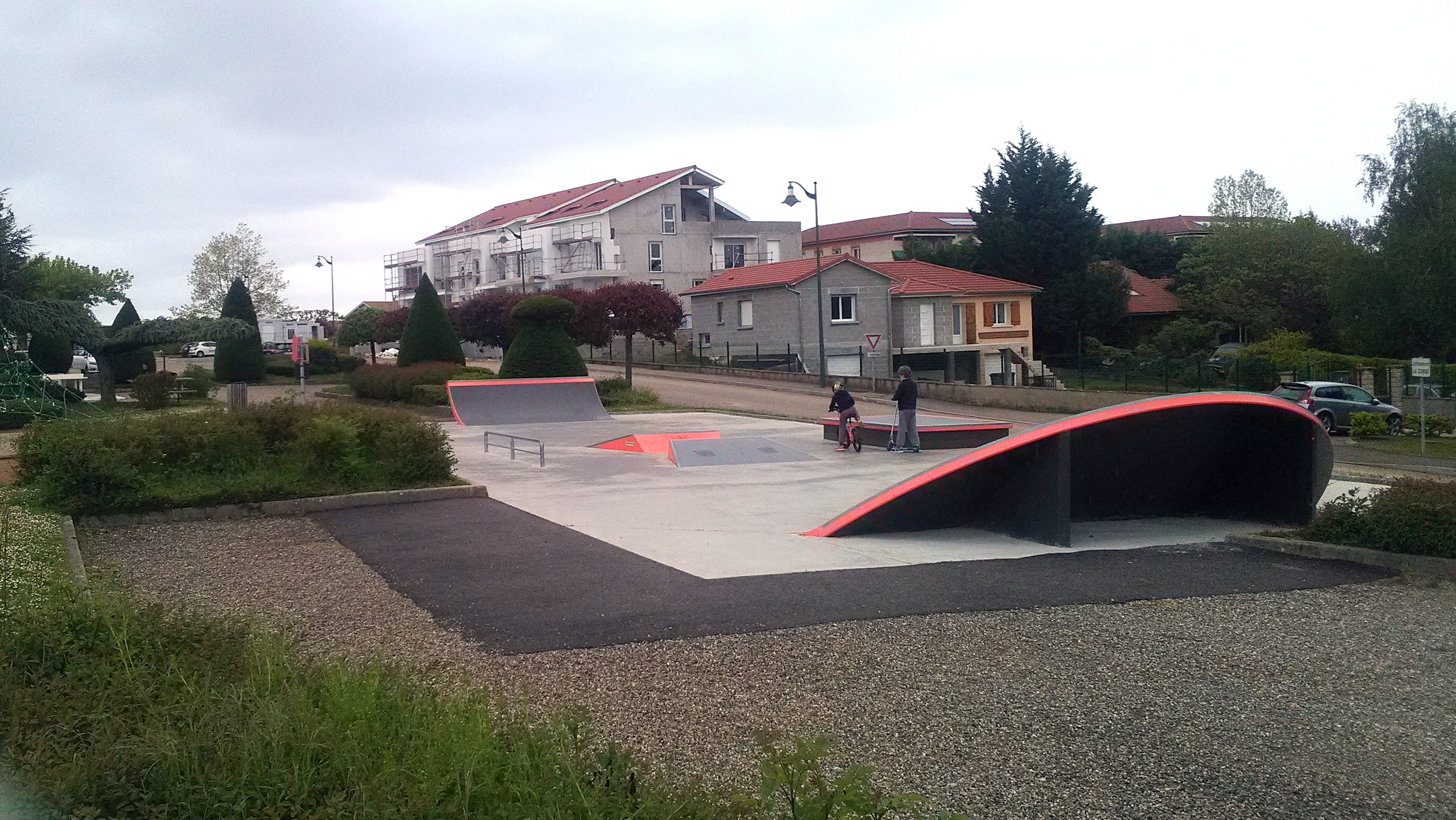
Aire de jeux
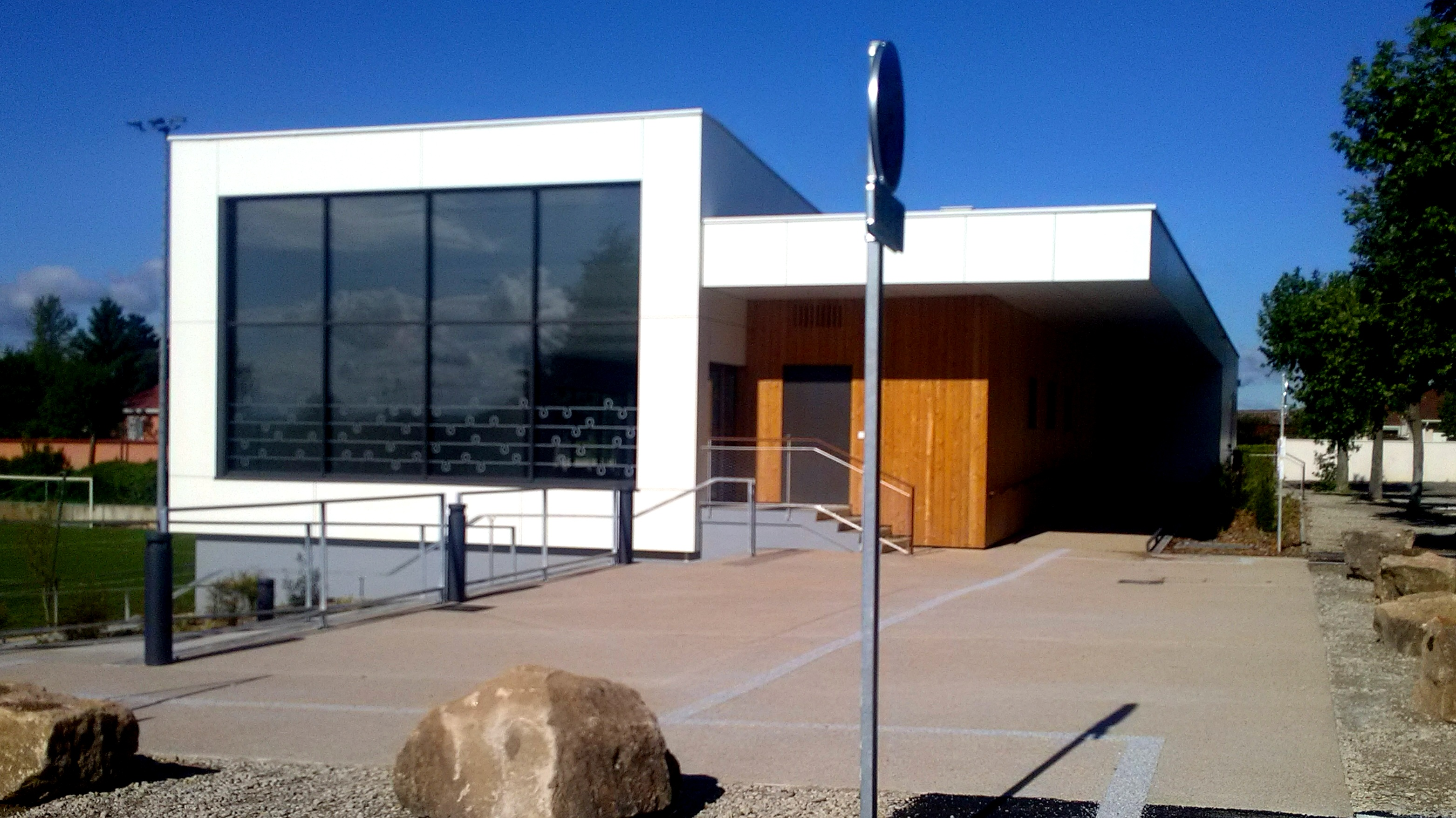
Médiathèque municipale

### Médias
Historiquement, le quotidien à grand tirage Le Dauphiné libéré consacre, chaque jour, y compris le dimanche, dans son édition du Nord-Isère (Vienne), un ou plusieurs articles à l'actualité du canton et quelquefois de la commune, ainsi que des informations sur les éventuelles manifestations locales, les travaux routiers, et autres événements divers à caractère local.
La commune est située sur l'aire de diffusion de radio Ici Isère, une radio publique qui émet sur tout le territoire du département de l'Isère.

### Cultes
La communauté catholique et l'église de Serpaize (propriété de la commune) sont desservies par la paroisse Sainte Blandine des deux vallées, elle-même rattachée au diocèse de Grenoble-Vienne.

## Culture et patrimoine

### Lieux et monuments
- Hôtel de ville : la salle du conseil municipal et les services administratifs communaux sont installés dans le bâtiment qui fit jadis fonction d'école.
- Église Saint-Roch : le saint patron de la petite église y est visible, avec son chien.

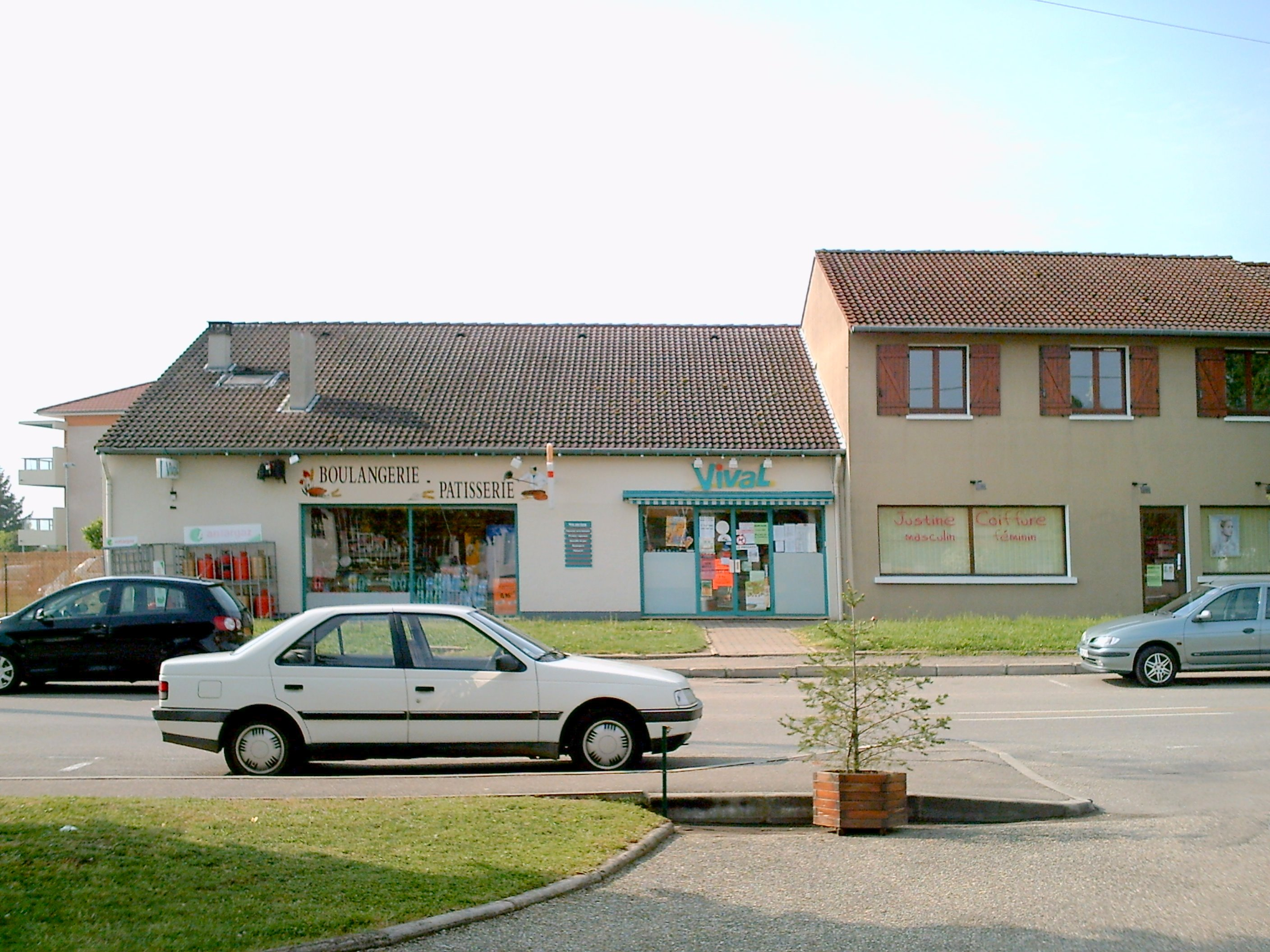
Boulangerie et salon de coiffure.
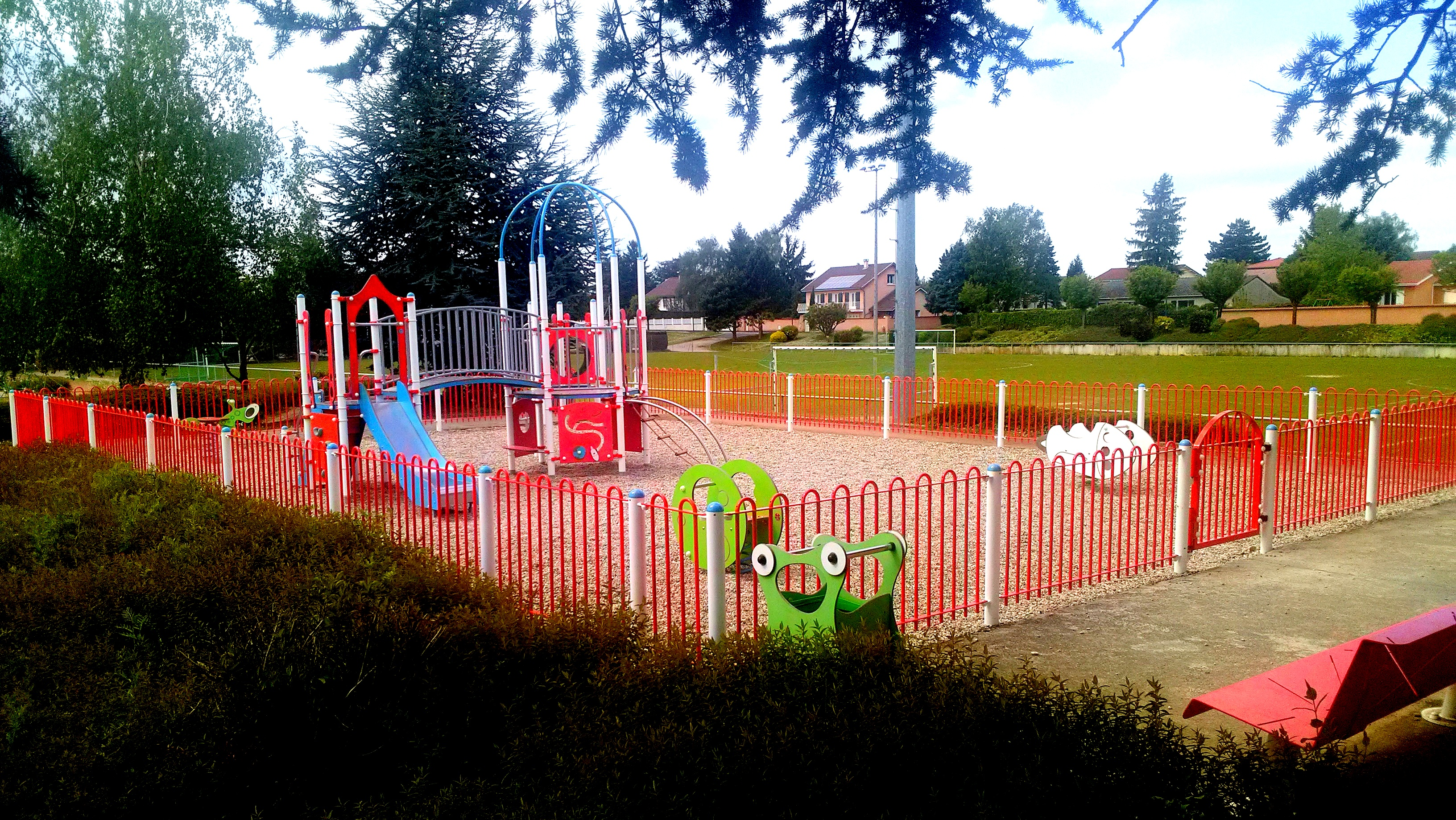
Aire de jeux
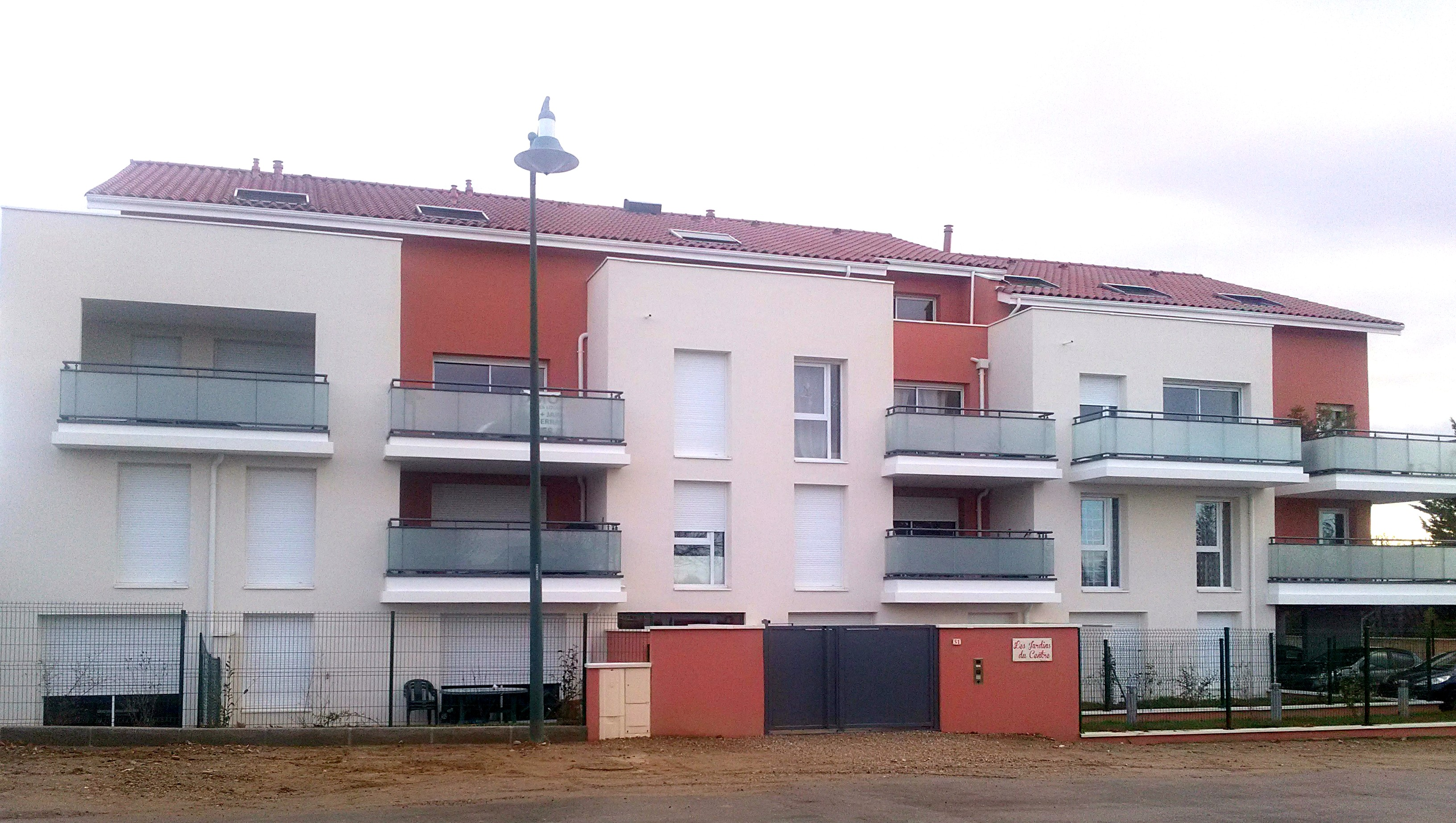
Les jardins du centre
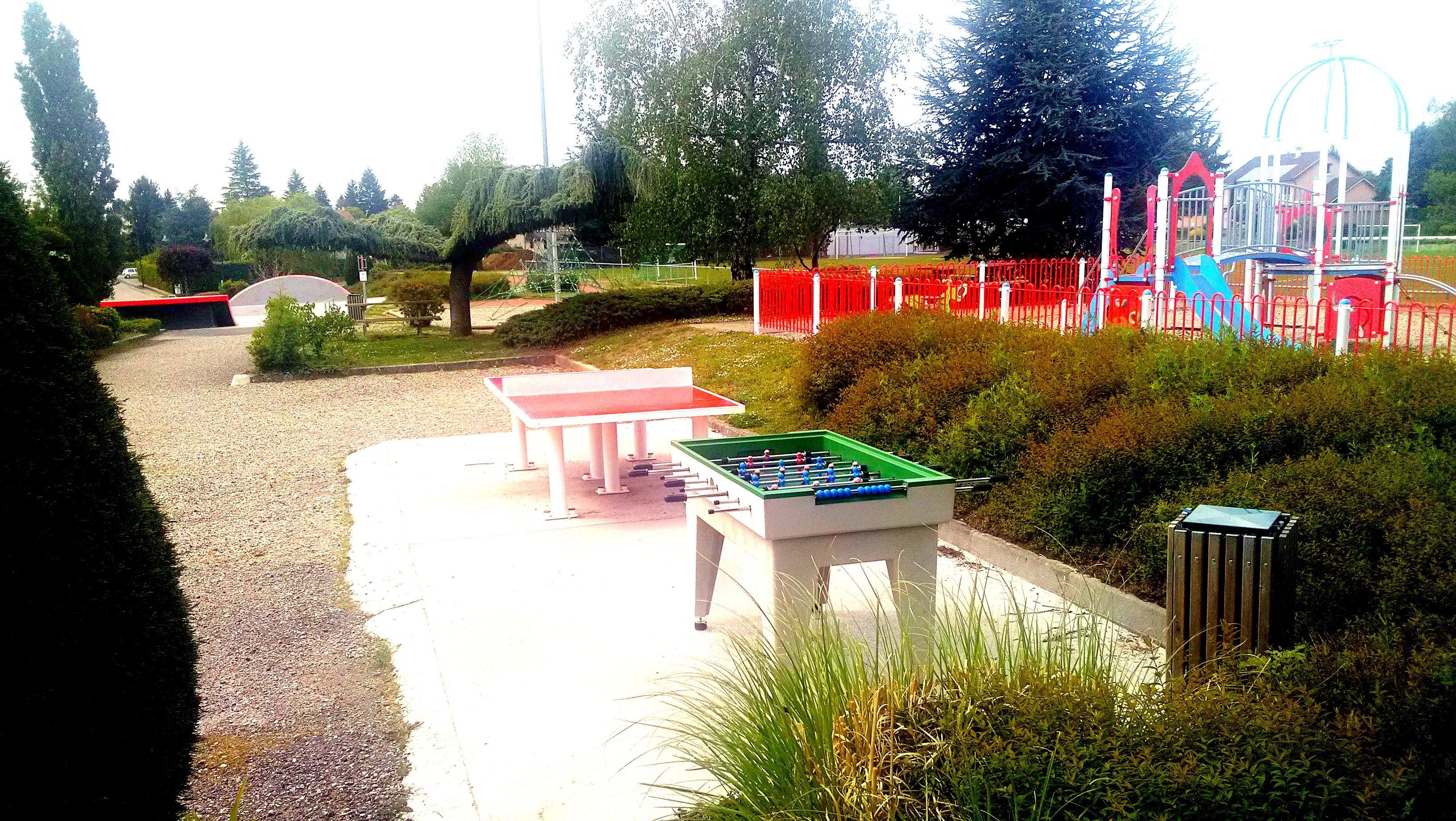
Aire de jeux
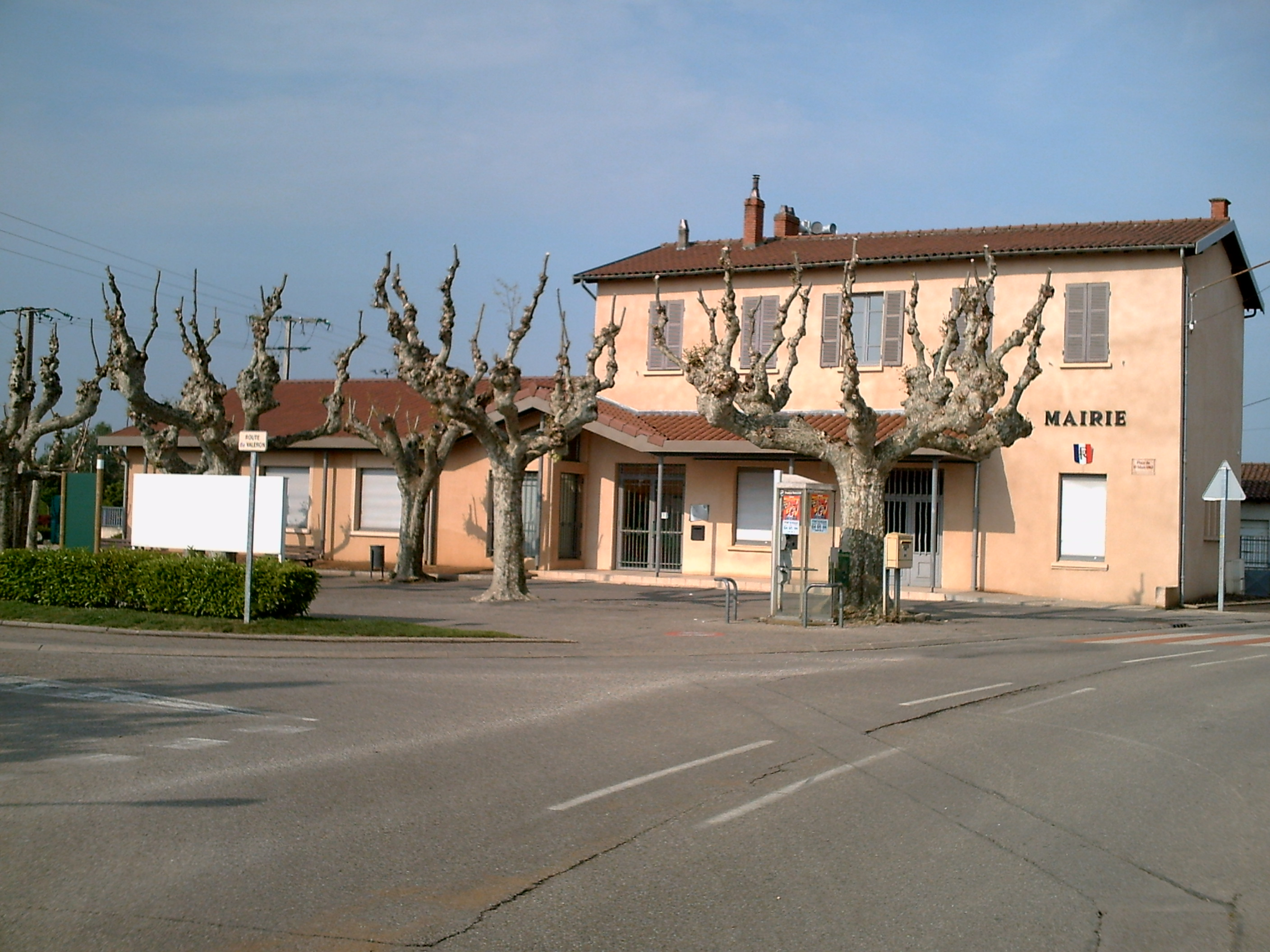
Place du 19-Mars-1962 - la mairie.
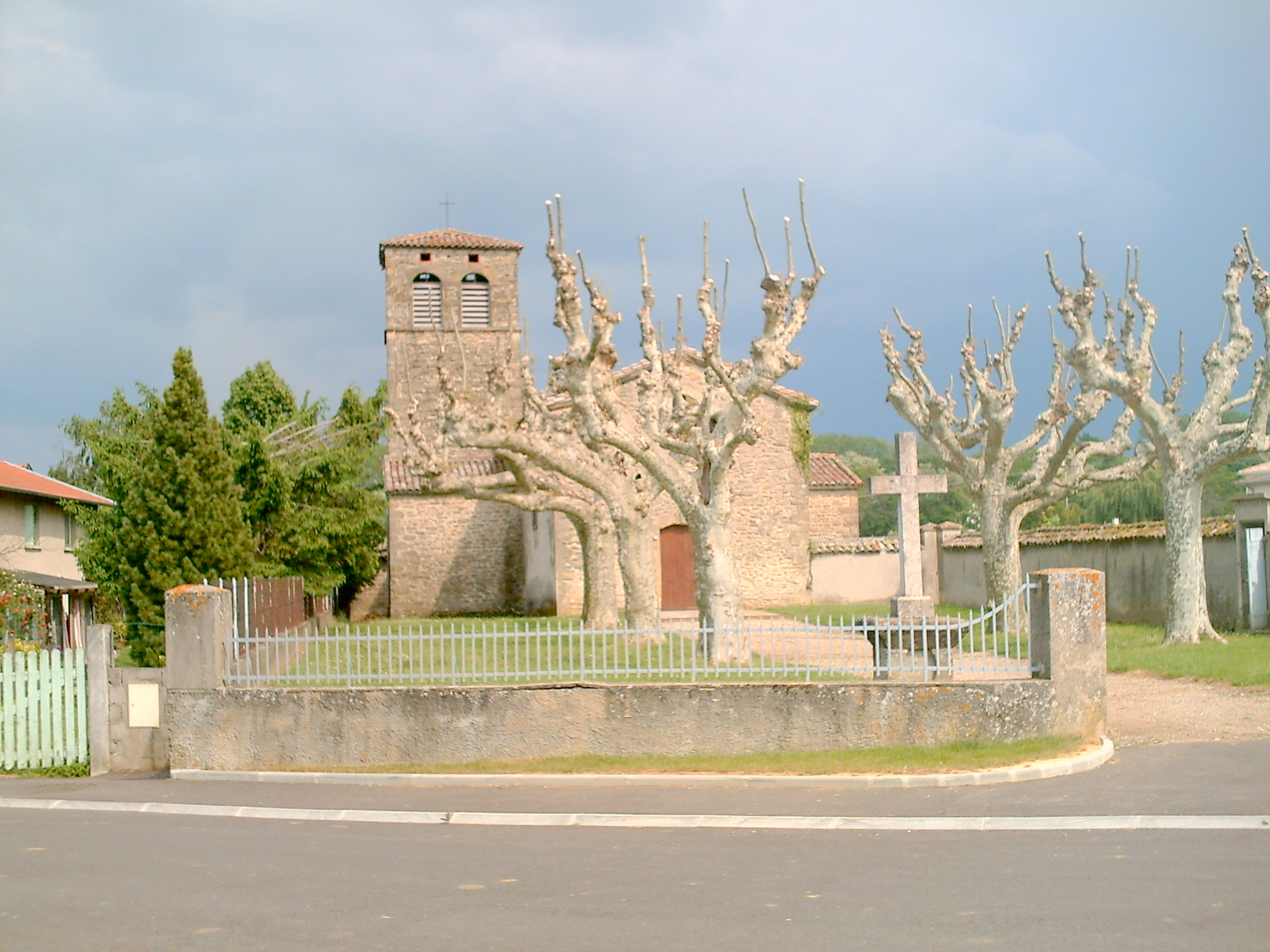
L'église et la grande croix de pierre.
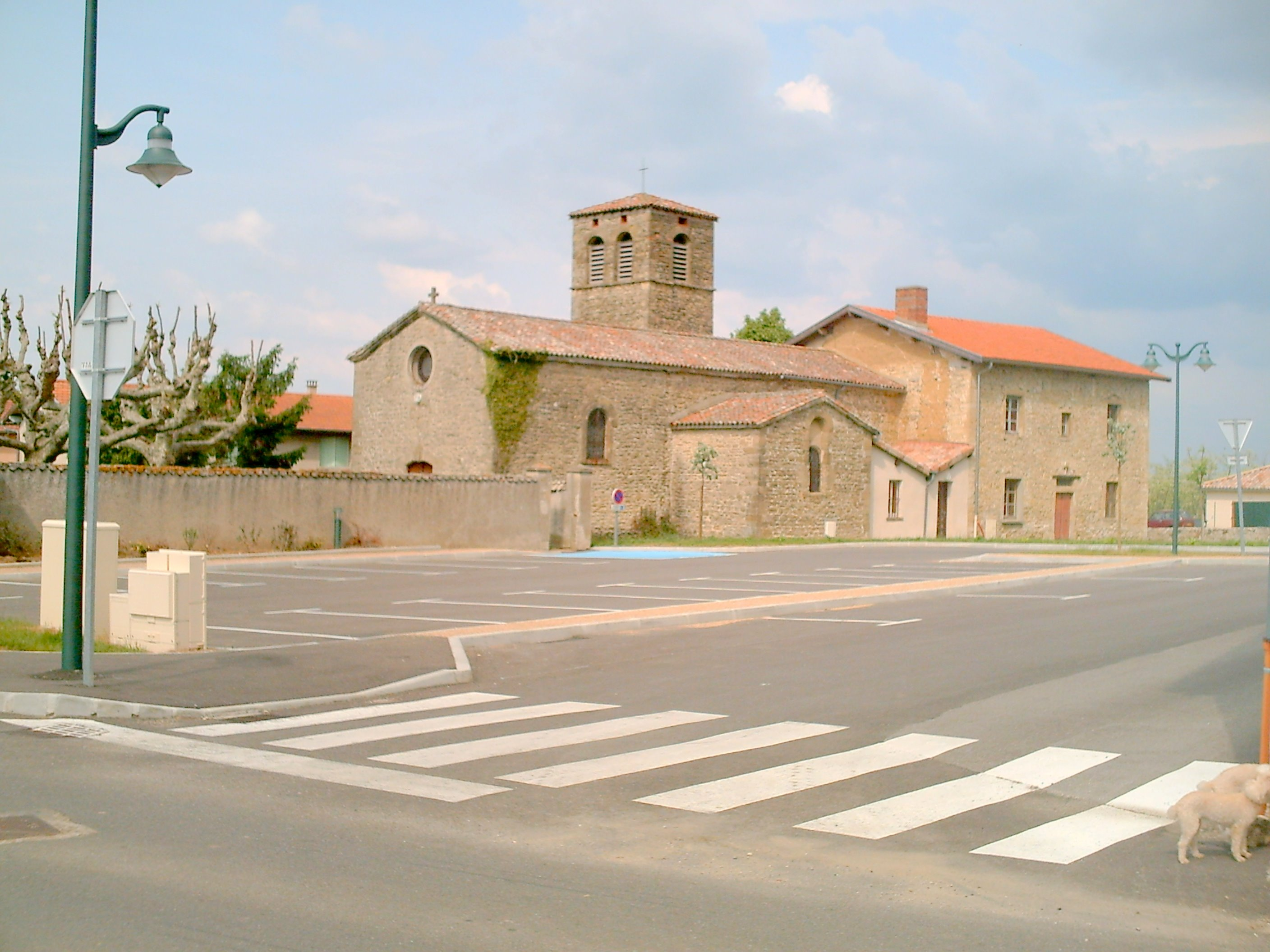
Saint-Roch (vue latérale).

### Église Saint-Roch
L'église Saint-Roch présente dans la commune de Serpaize est une petite église qui possède en revanche une très grande histoire. Saint-Roch était un homme bon qui soignait lépreux et pestiférés. Un jour, il fut à son tour touché par la peste et par la faim, il en était mourant. S'il pouvait encore survivre, c'était grâce à un chien, qui chaque jour venait lui apporter un morceau de pain. Le chien le dérobait chaque jour à son maitre jusqu'au jour où celui-ci intrigué, finit par suivre son compagnon dans la forêt située non loin de Plaisance. Ainsi le maître découvrit le saint mourant et lui vint en aide. Saint-Roch est ainsi le saint patron de l'église de Serpaize. En la parcourant vous pourrez découvrir Saint-Roch en compagnie de son fidèle chien[réf. nécessaire].

### Personnalités liées à la commune
Albert Verzier, ancien maire du village qui a fait ouvrir les commerces et fait construire le stade, entre autres réalisations importantes[réf. nécessaire].

### Héraldique
|  | Serpaize possède des armoiries dont l'origine et le blasonnement exact ne sont pas disponibles. |